# ONS.Vlaardingen
ONS.Vlaardingen is een lokale politieke partij in de gemeente Vlaardingen, Nederland. De partij heeft deelgenomen aan meerdere gemeenteraadsverkiezingen en heeft daarbij wisselende resultaten behaald.
Bij de gemeenteraadsverkiezingen van 2014 behaalde ONS.Vlaardingen drie zetels. In 2018 groeide de partij naar zes zetels, waarmee zij de grootste partij in de gemeenteraad werd. Tijdens de verkiezingen van 2022 behaalde ONS.Vlaardingen vier zetels. 
Na de verkiezingen van 2018 speelde ONS.Vlaardingen een rol in de coalitievorming. Frans Hoogendijk, de lijsttrekker van de partij, leidde de onderhandelingen voor de vorming van een nieuw college van burgemeester en wethouders. 
De partij heeft standpunten die gericht zijn op burgerparticipatie, transparantie van het stadsbestuur en het verbeteren van de leefbaarheid in Vlaardingen.

## Verkiezingen van 2014
In 2013 richtte Frans Hoogendijk de lokale politieke partij ONS.Vlaardingen op. Bij de gemeenteraadsverkiezingen van 19 maart 2014 behaalde de partij drie van de 35 zetels in de gemeenteraad van Vlaardingen. Gedurende de raadsperiode van 2014 tot 2018 maakte ONS.Vlaardingen geen deel uit van het college van burgemeester en wethouders en fungeerde zij als oppositiepartij.

## Verkiezingen van 2018
Bij de gemeenteraadsverkiezingen van 21 maart 2018 behaalde ONS.Vlaardingen zes van de 35 zetels in de gemeenteraad van Vlaardingen. Gedurende de raadsperiode van 2018 tot 2022 maakte ONS.Vlaardingen aanvankelijk deel uit van het college van burgemeester en wethouders en leverde zij één wethouder voor het dagelijks bestuur van de stad: oprichter Frans Hoogendijk. In april 2019 werd wethouder Hoogendijk door de gemeenteraad ontslagen.
Na zijn ontslag keerde Hoogendijk terug als raadslid voor ONS.Vlaardingen. Zijn terugkeer in de raad stuitte op kritiek, maar hij gaf aan zijn verantwoordelijkheid richting de kiezer te willen nemen en zijn werk voor de stad voort te zetten. 
In een interview bij Rijnmond gaf Hoogendijk zijn visie op de gebeurtenissen en uitte hij kritiek op de gang van zaken rondom zijn ontslag. Hij benadrukte dat hij naar zijn mening niets verkeerd had gedaan en sprak over de impact van de situatie op zijn persoonlijke en professionele leven.
In december 2020 maakte raadslid Raymond van Haren de overstap naar ONS.Vlaardingen. Voorheen was hij actief als fractievoorzitter voor VV2000/Leefbaar Vlaardingen. Na zijn vertrek bij die partij functioneerde hij enige tijd als onafhankelijk raadslid onder de naam 'Fractie Van Haren'. 

## Verkiezingen 2022
Bij de gemeenteraadsverkiezingen van 14, 15 en 16 maart 2022 in Vlaardingen behaalde ONS.Vlaardingen vier van de 35 zetels in de gemeenteraad, met 2.470 stemmen, wat neerkomt op 9,97% van het totaal aantal stemmen. In vergelijking met de vorige verkiezingen in 2018, waar de partij zes zetels behaalde, betekende dit een verlies van twee zetels. 
Na de verkiezingen van 2022 bleef ONS.Vlaardingen actief in de gemeenteraad, maar maakte geen deel uit van het college van burgemeester en wethouders en fungeerde als oppositiepartij. In december 2024 kondigde raadslid Stefanie Solleveld aan dat zij zich per januari 2025 zou aansluiten bij ONS.Vlaardingen.
Haar overstap naar ONS.Vlaardingen versterkte de positie van de partij in de gemeenteraad, waardoor zij met vijf zetels de grootste fractie werd. Fractievoorzitter Frans Hoogendijk sprak zijn tevredenheid uit over haar komst en benadrukte dat Solleveld's directe benadering goed aansluit bij de werkwijze van ONS.Vlaardingen. Met haar toetreding tot ONS.Vlaardingen nam Solleveld verschillende portefeuilles op zich, waaronder Financiën, Vastgoed, Economie (inclusief de binnenstad), Onderwijs en Cultuur. Zij gaf aan dat samenwerken binnen een fractie haar in staat stelt meer te bereiken voor de inwoners van Vlaardingen dan als eenmansfractie. De overstap van Solleveld leidde tot een vermindering van het aantal fracties in de Vlaardingse raad van 15 naar 14.